# 鈴木盛人
鈴木 盛人（すずき もりと、英語: Morito Suzuki、9月23日 - ）はグラフィック・アーティスト。静岡市清水区出身。アメリカ合衆国ノースカロライナ州アシュビル市在住 。血液型A型。

## 人物
グラフィック・アーティスト。音楽の殿堂アース・ウィンド・アンド・ファイアーなど、数々の世界的アーティストたちと交流を持ちながら、アルバム・ジャケットや映画ポスターなどのデザイン、アートワークを手掛ける。

アース・ウィンド・アンド・ファイアーのアルバム「en:The Promise (Earth, Wind & Fire album) 」（2003年）のジャケットに、リーダーのモーリス・ホワイトから直々に指名され、長岡秀星、横尾忠則に次ぐ日本人アーティストとして起用された。

大きく分けると二つのブレインに属し、一つはキャリアをスタートさせたマイケル・センベロの一派であり、もう一つは黒人バンドとして人類史上初のNo.1となった伝説的グループであるアース・ウィンド・アンド・ファイアーの一派である。

マイケル・センベロ関係ではジョージ・デューク、ダニエル・ジョビン（アントニオ・カルロス・ジョビンの孫）、ジェニファー・バトゥン（マイケル・ジャクソンのツアー・ギタリスト）、サニー・パクソン、ヴォイセス・オブ・ワン（9.11のためのトリビュート・ゴスペル・ユニット）とのコラボレーションを展開。

そしてアース・ウィンド・アンド・ファイアー関係では、オリジナル・メンバーであるラルフ・ジョンソンのプロジェクト「オーディオ・キャヴィア」や、元メンバーであるモー・プレジャー（マイケル・ジャクソン「THIS IS IT」のバンド・メンバー）の作品に携わっている。

## Credits
| アーティスト名       | アルバムタイトル                 | 発売年 | ワーク                      |
| -------------------- | -------------------------------- | ------ | --------------------------- |
| Janey Clewer         | Love                             | 2012年 | Cover Design, Art Direction |
| The Bossa Nova Hotel | Moon Island                      | 2010年 | Cover Design, Art Direction |
| Mo Pleasure          | Mo'Elements Of Pleasure          | 2009年 | Cover Design                |
| Shelby Brown         | The Meaning of Life              | 2009年 | Cover Design                |
| Adrienne Townes      | So Natural                       | 2008年 | Cover Design, Art Direction |
| Audio Caviar         | Transoceanic (2004)              | 2004年 | Cover Design, Art Direction |
| Michael Sembello     | The Lost Years (Japan)           | 2003年 | Cover Design, Art Direction |
| Michael Sembello     | The Lost Years (Italy)           | 2003年 | Cover Design, Art Direction |
| Earth, Wind & Fire   | The Promise                      | 2003年 | Cover Design                |
| Earth, Wind & Fire   | The Promise (Japan Bonus Tracks) | 2003年 | Cover Design                |
| Dance☆Man            | Greatest Hits                    | 2002年 | Cover Design                |
| Audio Caviar         | Transoceanic                     | 2002年 | Cover Design, Art Direction |
| Sunnie Paxson        | Do It (Vynil)                    | 2002年 | Design                      |
| Voices of One        | Stand up America                 | 2002年 | Cover Design                |
| The Bridge           | The Bridge (US)                  | 1997年 | Cover Design                |
| The Bridge           | The Bridge (Japan)               | 1997年 | Cover Design                |
| Michael Sembello     | Backwards In Time                | 1997年 | Cover Design                |

## コラボレーション
- アース・ウィンド・アンド・ファイアー
- マイケル・センベロ
- ラルフ・ジョンソン（アース・ウィンド・アンド・ファイアー）
- モー・プレジャー（マイケル・ジャクソン"This Is It"）
- ジェニファー・バトゥン（ジェフ・ベック、マイケル・ジャクソン・バンド）
- ダニエル・ジョビン（アントニオ・カルロス・ジョビン）
- バーティ・ヒギンズ
- ジョージ・デューク
- ピーボ・ブライソン
- ピーター・セテラ
- ビル・チャンプリン
- エリック・カルメン
- マイケル・マクドナルド